# Bucklandiella heterostichoides
Bucklandiella heterostichoides là một loài Rêu trong họ Grimmiaceae. Loài này được (Cardot) Bednarek-Ochyra & Ochyra mô tả khoa học đầu tiên năm 2003.